# Vice - L'uomo nell'ombra
Vice - L'uomo nell'ombra (Vice) è un film del 2018 scritto e diretto da Adam McKay.
La pellicola, con protagonisti Christian Bale, Amy Adams, Steve Carell e Sam Rockwell, segue la storia di Dick Cheney, interpretato da Bale, dalla sua ascesa politica fino al ruolo di vicepresidente degli Stati Uniti d'America.

## Trama
Wyoming, 1963. Dick Cheney sta lottando contro l'alcolismo che lo ha portato a lasciare Yale e dedicarsi a lavori umili. Dopo che l'uomo viene fermato da un poliziotto mentre guida ubriaco, sua moglie Lynne lo convince a ripulire la sua vita.
1968. Cheney trova lavoro come stagista alla Casa Bianca durante l'amministrazione Nixon. Lavorando sotto il consulente economico di Nixon, Donald Rumsfeld, diventa un esperto politico, impegnato a destreggiarsi tra impegni con Lynne e le sue due figlie, Liz e Mary. Cheney ascolta Henry Kissinger che discute del bombardamento segreto della Cambogia col presidente Nixon, rivelandogli il vero potere del ramo esecutivo. L'atteggiamento non favorevole di Rumsfeld li porta a essere allontanati da Nixon, evento che si rivelerà un colpo di fortuna per entrambi gli uomini: dopo le dimissioni di Nixon, legate allo scandalo Watergate, Cheney assume la carica di capo di gabinetto della Casa Bianca per il presidente Gerald Ford, mentre Rumsfeld diventa segretario della difesa.
Dopo che Ford termina l'incarico perdendo contro Jimmy Carter nel 1976, Cheney corre per diventare rappresentante per il Wyoming. Dopo aver pronunciato un comizio elettorale imbarazzante, Cheney ha il suo primo infarto. Mentre si riprende, Lynne tiene dei comizi elettorali per conto di suo marito, aiutandolo a ottenere un seggio nella Camera dei rappresentanti degli Stati Uniti. Durante l'amministrazione Reagan Cheney sostiene una serie di politiche conservatrici che favoriscono le industrie dei combustibili fossili. In seguito lavora come segretario della difesa sotto il presidente George H. W. Bush durante la guerra del Golfo. Al di fuori della politica, Cheney e Lynne fanno i conti con l'omosessualità della loro figlia minore, Mary. Cheney, sebbene sviluppi ambizioni di candidarsi alla presidenza dopo Bush senior, decide di ritirarsi dalla vita pubblica per risparmiare Mary dall'attenzione dei media.
Durante la presidenza di Bill Clinton, Cheney diventa l'amministratore delegato di Halliburton mentre sua moglie Lynne alleva golden retriever e scrive libri. Un falso epilogo afferma che Cheney ha vissuto il resto della sua vita in modo sano e felice nel settore privato, dopodiché il film continua. Cheney viene infatti invitato a diventare un alleato di George W. Bush durante le elezioni presidenziali del 2000. Riconoscendo che il giovane Bush è più interessato a compiacere suo padre che a raggiungere il potere per sé stesso, Cheney mira a prendere su di sé alcune responsabilità esecutive come politica energetica e politica estera. Come 46º Vicepresidente degli Stati Uniti d'America, Cheney lavora col Segretario della difesa, che torna a essere l'amico Rumsfeld, col consulente legale David Addington e col capo dello staff Scooter Libby per esercitare il controllo delle principali decisioni in materia di politica estera e di difesa.
Dopo gli attacchi dell'11 settembre, Cheney e Rumsfeld determinano le invasioni statunitensi di Afghanistan e Iraq, provocando l'uccisione di civili e la tortura dei prigionieri. Le azioni di Cheney si dimostrano chiave nella decisione di entrare nelle due guerre, che porteranno a migliaia di morti e all'ascesa dello Stato islamico sull'Iraq. Mentre la guerra al terrore sale, Cheney continua a lottare coi propri problemi cardiaci. Il film copre anche vari eventi della sua vicepresidenza, tra cui il suo sostegno alla Teoria Esecutiva Unitaria (una teoria della legge costituzionale americana secondo cui il Presidente possiede il potere di controllare l'intero ramo esecutivo), il CIA-gate, la sparatoria accidentale a Harry Whittington e le tensioni tra le sorelle Cheney sul matrimonio tra persone dello stesso sesso.
Mentre racconta l'addio di Cheney alla sua famiglia dopo un altro ricovero in ospedale, il reduce della guerra in Iraq Kurt viene ucciso in un incidente automobilistico mentre fa jogging. Nel marzo 2012 il suo cuore sano viene trapiantato a Cheney. Pochi mesi dopo Cheney consente a Liz di prendere una posizione pubblica contro il matrimonio omosessuale per ottenere l'elezione alla precedente carica del Congresso di suo padre, portando alla frammentazione della famiglia Cheney.
Infine Cheney rompe la quarta parete durante un'intervista, criticando in modo veemente il giudizio altrui e giustificando le sue politiche militari chiedendo agli spettatori: 
Conclude riconoscendo di non essere perfetto ma di non pentirsi di nulla su ciò che ha fatto nella sua carriera politica, e ringrazia gli spettatori per avergli dato il potere per trasformare il ruolo di vice-presidente.

## Produzione
Il 22 novembre 2016 viene annunciato il progetto del film su Dick Cheney, scritto e diretto da Adam McKay.

## Promozione
Il primo teaser trailer del film viene diffuso dal regista Adam McKay attraverso il suo profilo twitter il 2 ottobre 2018, mentre il trailer esteso viene diffuso il giorno seguente.

## Distribuzione

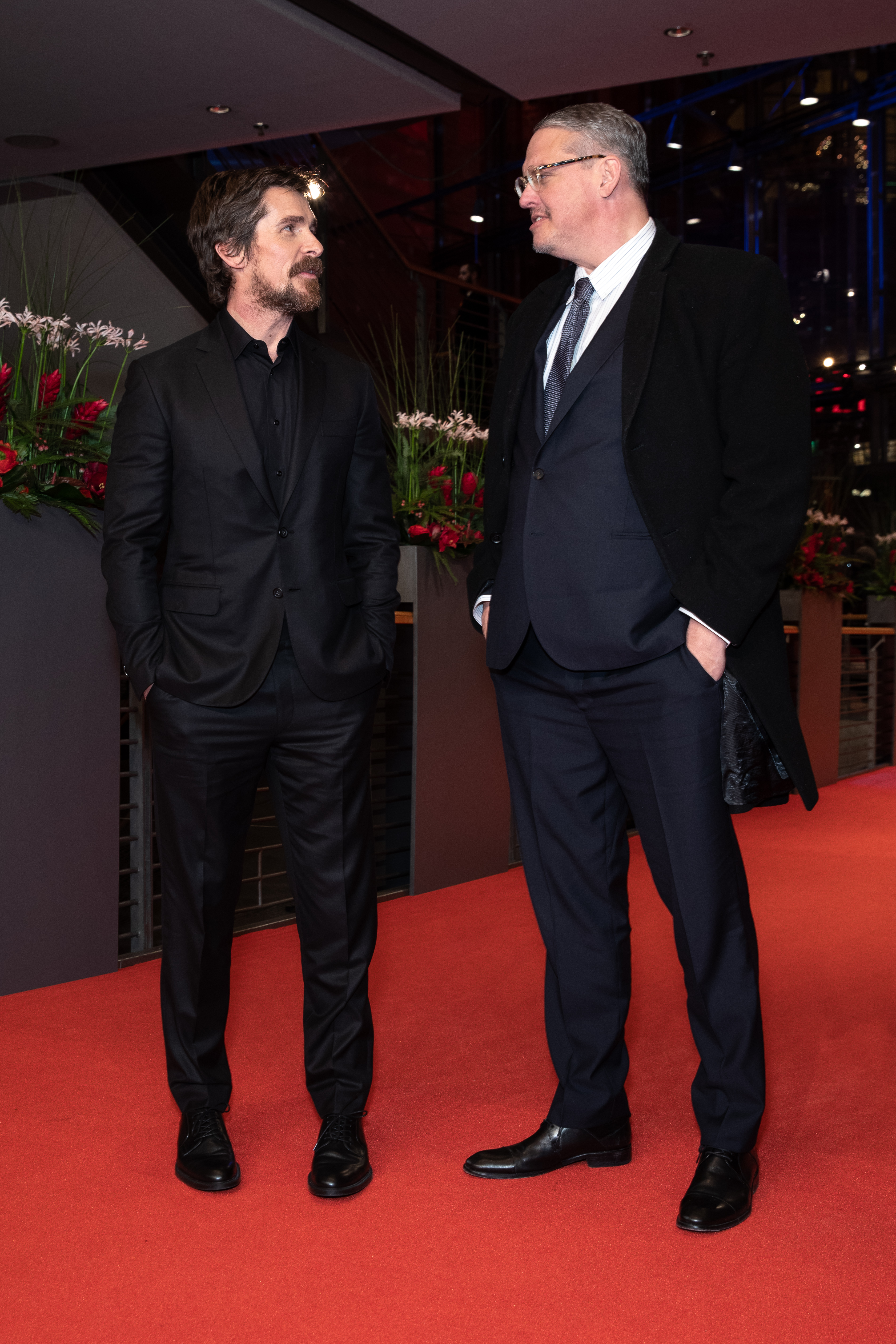
Christian Bale e Adam McKay alla presentazione del film al Festival di Berlino 2019

La pellicola, inizialmente programmata per il 14 dicembre 2018, è stata distribuita nelle sale cinematografiche statunitensi a partire dal 25 dicembre 2018 ed in quelle italiane dal 3 gennaio 2019.

## Accoglienza

### Incassi
Il film ha incassato 76 milioni di dollari in tutto il mondo, di cui 47,8 negli Stati Uniti, contro un budget di 60 milioni.

### Critica
Sull'aggregatore Rotten Tomatoes il film riceve il 65% delle recensioni professionali positive con un voto medio di 6,6 su 10 basato su 369 critiche, mentre su Metacritic ottiene un punteggio di 61 su 100 basato su 54 recensioni. In particolare è stato accolto con critiche contrastanti riguardo alla regia e alla sceneggiatura, ma ha ricevuto il plauso generale per le interpretazioni di Christian Bale, Amy Adams e Sam Rockwell.

## Riconoscimenti
- 2019 - Premio Oscar[12][13]
  - Miglior trucco e acconciatura a Greg Cannom, Kate Biscoe e Patricia DeHaney
  - Candidatura per il miglior film
  - Candidatura per il miglior regista ad Adam McKay
  - Candidatura per la migliore sceneggiatura originale ad Adam McKay
  - Candidatura per il miglior attore a Christian Bale
  - Candidatura per il miglior attore non protagonista a Sam Rockwell
  - Candidatura per la migliore attrice non protagonista ad Amy Adams
  - Candidatura per il miglior montaggio a Hank Corwin
- 2019 - Golden Globe[14][15]
  - Miglior attore in un film commedia o musicale a Christian Bale
  - Candidatura per il miglior film commedia o musicale
  - Candidatura per il miglior regista ad Adam McKay
  - Candidatura per la migliore attrice non protagonista ad Amy Adams
  - Candidatura per il miglior attore non protagonista a Sam Rockwell
  - Candidatura per la migliore sceneggiatura ad Adam McKay
- 2018 - Philadelphia Film Critics Circle[16]
  - Miglior attore a Christian Bale
- 2018 - San Diego Film Critics Society Awards[17]
  - Candidatura per il miglior attore a Christian Bale
- 2019 - AACTA International Awards[18]
  - Candidatura per il miglior film
  - Candidatura per il miglior attore a Christian Bale
  - Candidatura per il miglior attore non protagonista a Sam Rockwell
  - Candidatura per la migliore attrice non protagonista ad Amy Adams
- 2019 - British Academy Film Awards[19][20][21]
  - Miglior montaggio a Hank Corwin
  - Candidatura per la migliore sceneggiatura originale a Adam McKay
  - Candidatura per il miglior attore a Christian Bale
  - Candidatura per il miglior attore non protagonista a Sam Rockwell
  - Candidatura per la migliore attrice non protagonista ad Amy Adams
  - Candidatura per il miglior trucco e acconciatura
- 2019 - Critics' Choice Awards[22][23]
  - Miglior attore a Christian Bale
  - Miglior trucco e parrucco
  - Miglior attore in un film commedia a Christian Bale
  - Candidatura per il miglior film
  - Candidatura per la miglior attrice non protagonista ad Amy Adams
  - Candidatura per il miglior cast
  - Candidatura per il miglior regista ad Adam McKay
  - Candidatura per la miglior sceneggiatura originale ad Adam McKay
  - Candidatura per il miglior montaggio a Hank Corwin
- 2019 - Directors Guild of America Award[24]
  - Candidatura per il miglior regista a Adam McKay
- 2019 - Eddie Awards[25]
  - Candidatura per il miglior montaggio in un film commedia a Hank Corwin
- 2019 - National Film & TV Awards[26]
  - Candidatura per il miglior film
  - Candidatura per il miglior regista ad Adam McKay
  - Candidatura per la miglior attrice non protagonista ad Amy Adams
- 2019 - Producers Guild of America Awards[27]
  - Candidatura per il Darryl F. Zanuck Award al miglior film a Dede Gardner, Jeremy Kleiner, Kevin Messick, Adam McKay
- 2019 - Screen Actors Guild Award[28]
  - Candidatura per il miglior attore protagonista a Christian Bale
  - Candidatura per la miglior attrice non protagonista a Amy Adams
- 2019 - Writers Guild of America Award[29]
  - Candidatura per la miglior sceneggiatura originale a Adam McKay

## Casi mediatici
La figlia di Dick, Liz Cheney, ha duramente criticato la pellicola, e in particolar modo Christian Bale, che durante il suo discorso di ringraziamento sul palco dei Golden Globe ha indicato Satana come fonte di ispirazione per interpretare Dick Cheney. La stessa ha replicato sui social condividendo un articolo riguardo a una presunta aggressione dell'attore nei confronti della madre e della sorella, risalente al 2008. Dick Cheney stesso, secondo quanto rivelato da Bale, ha inoltre mandato un insulto personale all'attore tramite la madre di un compagno di scuola del figlio.